# Ушатый, Юрий Петрович
Князь Юрий Петрович Ушатый — стольник, голова и воевода во времена царствования Бориса Годунова, Смутное время и правление царя Михаила Фёдоровича.
Из княжеского рода Ушатые. Единственный сын князя Петра Ивановича Ушатого-Чулкова и княжны Прасковьи.

## Биография
В 1589 и 1607 годах упоминается стольником. В апреле 1598 года, во время царского похода Бориса Годунова в Серпухов против хана Казы-Гирея-Боры, упомянут в чине седьмого головы и есаула в царском полку.
В 1601 году послан осматривать войска размещённых в городах: Рязань, Пронск и Новосиль.
В мае 1603 года, в Новодевичьем монастыре, обслуживал Государя в столовом шатре.  В этом же году отправлен первым воеводою в Шацк и будучи там воеводой, сдал город сторонникам Лжедмитрия I, за что получил от него воеводский чин.
В 1604 году, связи с опасностью набега крымцев отправлен в сторожевой полк в Орёл с инспекцией: «смотреть дворян, детей боярских и всяких ратных людей».
В 1605 году сперва первый воевода войск левой руки, а после воевода Передового полка в Мценске.
Весной 1607 года служил воеводой в Алексине и оттуда послан на помощь воеводам и князьям Б. Татеву, А. Черкасскому и М. Борятинскому, противостоявших болотниковскому воеводе князю А. А. Телятевскому-Хрипуну. В битве у села Пчельня 03 мая 1607 года, Юрий Петрович был ранен.
В 1607 году, после выздоровления князя, царь Василий Шуйский отправил его с князем С. Кропоткиным к Крапивне «для войны». Царские воеводы должны были разорить местность занятую повстанцами, но сторонники Ивана Болотникова и лжецаревича Петра, не позволили им этого сделать. Тогда царь Василий Шуйский послал в помощь воеводам князя П. Урусова с казанскими татарами, чувашами и черемисами. Однако князь Урусов изменил и «побежал в Крым с иными мурзами».
В 1613-1615 годах служил 2-м воеводою в Казани. Смог вернуть свою родовую вотчину в Ярославле (1.000 четвертей земли).
Со смертью бездетного Юрия Петровича Ушатого пресёкся род князей Ушатых.